# Mercedes-Benz 300 SLR

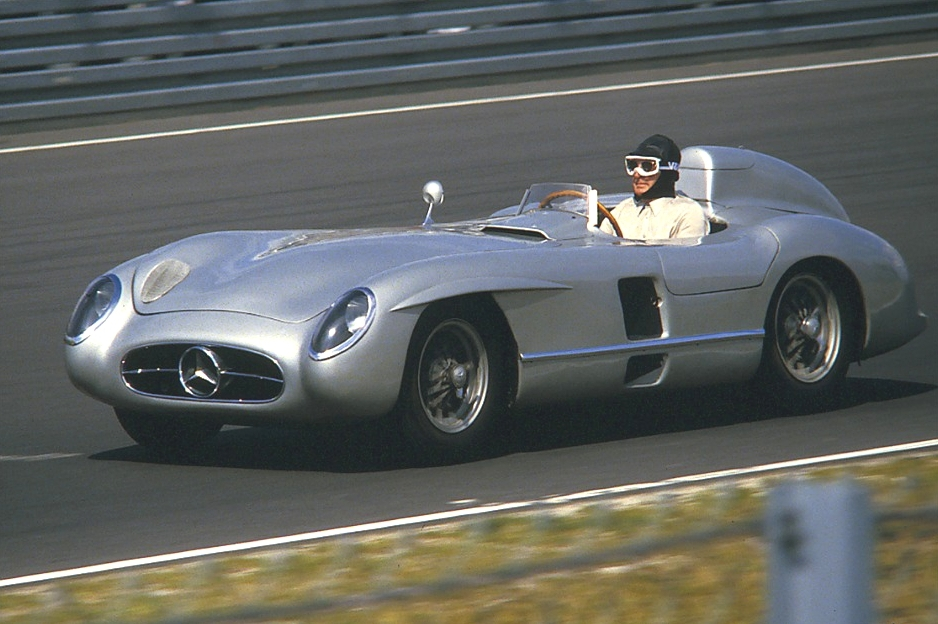

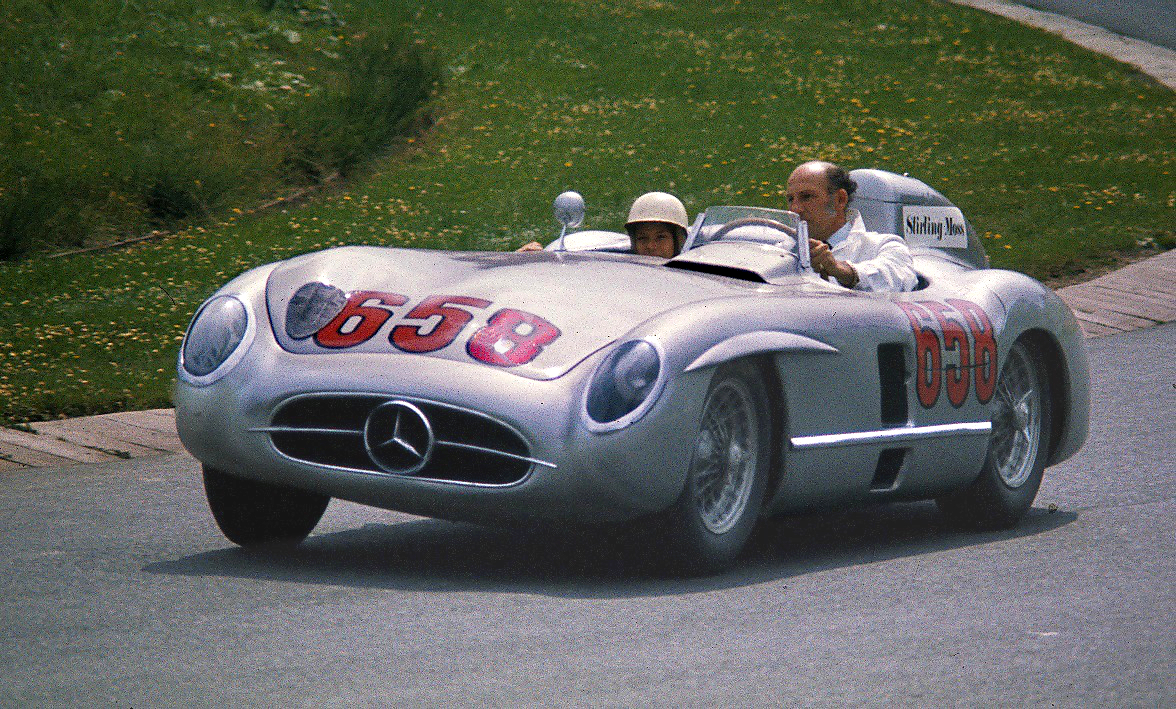
Stirling Moss rijdt de Mercedes-Benz 300 SLR van voormalig Mercedes-raceteamgenoot Juan Manuel Fangio op de Nürburgring in 1977

De Mercedes-Benz 300 SLR (SLR is de afkorting van Sport Leicht-Rennen, of Sport Light-Racing) is een sportwagen geproduceerd door Mercedes-Benz. De auto werd in 1953 geïntroduceerd als direct afgeleide van de toenmalige W 196 formule 1 raceauto. In tegenstelling tot de zescilinder 300 SL was de SLR een open tweezitter, waarvan het roosterframe grotendeels overeenkwam met dat van de Formule 1-auto. De wielbasis was 2380 mm. Een speciaal kenmerk bij de inzet van de 24 uur van Le Mans was de luchtrem, een breed schild achter de rijder, dat hydraulisch kon worden uitgeklapt om de luchtweerstand dramatisch te verhogen en de remwerking van de trommelremmen bij hoge snelheden te ondersteunen. In tegenstelling tot Mercedes had directe concurrent Jaguar al wel schijfremmen.

## Racegeschiedenis
Mercedes-teamcoureur Stirling Moss won de 1955 Mille Miglia in een 300 SLR, waarmee het evenementrecord werd vastgesteld op een gemiddelde van 157.650 km / u (97,96 mph) over 1.600 km (990 mi). Hij werd bijgestaan door bijrijder Denis Jenkinson, een Britse autosportjournalist, die hem informeerde met eerder gemaakte aantekeningen, voorlopers van de pacenotes die in de moderne rally worden gebruikt. Teamgenoot Juan Manuel Fangio werd tweede in een zusterauto.
De 300 SLR's scoorden later dat jaar 1-2-3 overwinningen in Dundrod, Ierland, en een 1-2 in de Targa Florio op Sicilië, waarmee Mercedes het World Sportscar Championship 1955 behaalde. Verdere niet-kampioenschap trofeeën werden gescoord op de Eifelrennen in Duitsland en de Grand Prix in Zweden.
Deze indrukwekkende overwinningen werden echter overschaduwd door het gruwelijke ongeval op Le Mans met een teamauto bestuurd door Pierre Levegh. Zelfs met de innovatieve windrem hadden de trommelremmen van de auto niet kunnen voorkomen dat Levegh achterop een Austin-Healey reed, waardoor zijn auto de lucht in werd gelanceerd en naast de baan landde nabij toeschouwers. Na de botsing schoot de auto direct in brand, het hoge magnesiumgehalte van de ultralichte Elektron-carrosserie maakte dat er een helse vuurzee ontstond. Vierentachtig toeschouwers en Levegh verloren hun leven in wat het grootste dodelijke ongeval in de geschiedenis van de autosport blijft. Mercedes trok zich onmiddellijk terug uit de racecompetitie, een banvloek die pas na drie decennia werd opgeheven.